# BNNブレイキング
BNNブレイキング（BNN Breaking）は、2022年にインド系アメリカ人の実業家であるグルバクシュ・チャハルによって設立された、香港を拠点とするニュースウェブサイト。

## 反応
BNNブレイキングは、大手報道機関に情報を提供する、現地記者の広範なネットワークを有していると主張している。しかし、識者からはニュースアグリゲーターであると評されており、人工知能によって他の情報源からニュースを抽出して要約し、しばしば誤解を招く不正確な報道を行っているとも批判されている。